# Schisi vertebrale
La schisi vertebrale è la mancata saldatura dell'arco posteriore di una o più vertebre, deputati, formando il canale vertebrale, ad avvolgere e proteggere al loro interno il midollo spinale. 

## Classificazione
La porzione della colonna vertebrale maggiormente colpita è quella lombo-sacrale. Esistono tre manifestazioni principali di una schisi vertebrale:
- il meningocele;
- il mielomeningocele (chiamata comunemente spina bifida);
- la spina bifida occulta.

Nella prima forma si ha una erniazione di due guaine del midollo spinale, l'aracnoide e la dura madre, attraverso il canale formatosi per la mancata saldatura. Nella seconda forma, invece, si ha un'estroflessione dell'intera porzione midollare interessata. La spina bifida è la varietà più grave di schisi vertebrale: la sintomatologia può comprendere deformità dei piedi e turbe nervose, sia relativamente agli sfinteri che agli arti inferiori. Infine, nella spina bifida occulta manca la tumefazíone, tipica invece della seconda forma sopracitata, e i segni distintivi tipici sono la presenza di peli sulla cute che ricopre il sacco erniario e una pigmentazione anormale della stessa. 
Oltre alla schisi patologica esiste anche una schisi vertebrale congenita, nel cui caso la malformazione non è accompagnata da sintomi né è stata provocata da lesioni di qualche importanza: difatti, essa può manifestarsi solo in seguito a rilievi radiografici puramente casuali, il più delle volte effettuati per motivi del tutto diversi e avviene in seguito ad esami radiologici della colonna vertebrale per altre indicazioni.

## Trattamento
La terapia è rappresentata dall'apertura del sacco erniario; la residua apertura viene poi chiusa tramite chirurgia plastica. Naturalmente le alterazioni neurologiche che sono già presenti non possono essere eliminate. Nel particolare caso di spina bifida con tumore non esistono alterazioni nervose e il tumore, che consiste in un lipoma, viene asportato chirurgicamente.